# Chworostjanka (Kaliningrad)
Chworostjanka (russisch Хворостянка, deutsch Aszen, 1936 bis 1945 Aschen und Alt Krauleidszen, 1936 bis 1938 Alt Krauleidschen, 1938 bis 1945 Hohenflur (Ostpr.), litauisch Ožiai, Ažėnai und Krauleidžiai) ist ein verlassener Ort im Rajon Krasnosnamensk der russischen Oblast Kaliningrad.

## Geographische Lage
Der Ort befindet sich in einer Flussschleife der Szeszuppe mit der Ortsstelle Aszen/Aschen am südlichen Ufer und der Ortsstelle Alt Krauleidszen/Hohenflur am westlichen Ufer gegenüber von Liwenskoje (Galbrasten/Dreifurt), wohin eine Furt führt. Einige Kilometer südlich befindet sich der Ort Timofejewo (Wedereitischken/Sandkirchen).

## Geschichte

### Aszen (Aschen)
Im 18. Jahrhundert war Aszen, das auch Kallwischken genannt wurde, ein königliches Dorf. Im Jahr 1874 wurde die Landgemeinde Aszen dem neu gebildeten Amtsbezirk Galbrasten im Kreis Ragnit zugeordnet. Um 1900 sprach noch eine 60-prozentige Bevölkerungsmehrheit litauisch. 1909 gelangte die Gemeinde in den Amtsbezirk Wedereitischken. Im Jahr 1936 wurde die Schreibweise des Ortes in Aschen geändert.
In Folge des Zweiten Weltkriegs kam der Ort mit dem gesamten nördlichen Ostpreußen zur Sowjetunion.

#### Einwohnerentwicklung
| Jahr | Einwohner |
| ---- | --------- |
| 1867 | 125       |
| 1871 | 143       |
| 1885 | 90        |
| 1905 | 86        |
| 1910 | 99        |
| 1933 | 87        |
| 1939 | 87        |

### Alt Krauleidszen (Hohenflur)
55° 0′ 5″ N, 22° 17′ 59″ O
Alt Krauleidszen, zunächst einfach Krauleidszen genannt, war im 18. Jahrhundert ein königliches Bauerndorf. Wie Aszen wurde auch die Landgemeinde Alt Krauleidszen 1874 dem Amtsbezirk Galbrasten und 1909 dem Amtsbezirk Wedereitischken zugeordnet. Um 1900 sprach noch eine 60-prozentige Bevölkerungsmehrheit litauisch. Im Jahr 1936 wurde die Schreibweise des Ortes in Alt Krauleidschen geändert. 1938 wurde der Ort in Hohenflur (Ostpr.) umbenannt.
In Folge des Zweiten Weltkriegs kam der Ort zur Sowjetunion.

#### Einwohnerentwicklung
| Jahr | Einwohner |
| ---- | --------- |
| 1867 | 107       |
| 1871 | 115       |
| 1885 | 90        |
| 1905 | 96        |
| 1910 | 85        |
| 1933 | 79        |
| 1939 | 95        |

### Chworostjanka
Im Jahr 1947 erhielt der Ort Aszen/Aschen die russische Bezeichnung Chworostjanka und wurde gleichzeitig dem Dorfsowjet Timofejewski selski Sowet im Rajon Krasnosnamensk zugeordnet. In der Folge wurde auch das ehemalige Alt Krauleidszen/Hohenflur in den Ort Chworostjanka mit einbezogen. Chworostjanka wurde vor 1988 aus dem Ortsregister gestrichen.

## Kirche
Seit 1902 gehörten Aszen und Alt Krauleidszen zum neu gebildeten evangelischen Kirchspiel Wedereitischken. Vorher gehörte Aszen zum evangelischen Kirchspiel Budwethen, während Alt Krauleidszen zum evangelischen Kirchspiel Wischwill gehörte.